# Porsche Tennis Grand Prix 2000
Porsche Tennis Grand Prix 2000 — жіночий тенісний турнір, що проходив на закритих кортах з твердим покриттям Filderstadt Tennis Club у Фільдерштадті (Німеччина). Належав до турнірів 2-ї категорії в рамках Туру WTA 2000. Відбувсь удвадцятьтретє і тривав з 2 до 8 жовтня 2000 року. Перша сіяна Мартіна Хінгіс здобула титул в одиночному розряді й отримала 87 тис. доларів США.

## Фінальна частина

### Одиночний розряд
Мартіна Хінгіс —  Кім Клейстерс 6–0, 6–3
- Для Хінгіс це був 6-й титул в одиночному розряді за сезон і 32-й — за кар'єру.

### Парний розряд
Мартіна Хінгіс /  Анна Курнікова —  Аранча Санчес Вікаріо /  Барбара Шетт 6–4, 6–2

## Розподіл призових грошей
| Дисципліна       | П       | Ф       | ПФ      | ЧФ      | 1/8    | 1/16   |
| Одиночний розряд | $87,000 | $43,500 | $21,750 | $11,000 | $7,600 | $4,000 |